# 萨洛讷
萨洛讷（法語：Salaunes，法語發音：[salon]）是法国吉伦特省的一个市镇，属于莱斯帕尔梅多克区。

## 地理
萨洛讷（44°56'11"N, 0°49'49"W）面积42.64 平方千米，位于法国新阿基坦大区吉倫特省，该省份为法国西南部沿海省份，是法國本土面积最大的省，北起滨海夏朗德省，西临大西洋，南至朗德省，东南接洛特-加龍省，东临多爾多涅省。
与萨洛讷接壤的市镇（或旧市镇、城区）包括：卡斯泰尔诺-德梅多克、圣梅达尔昂雅勒、阿旺桑、圣欧班德梅多克、圣埃莱娜、勒唐普勒。

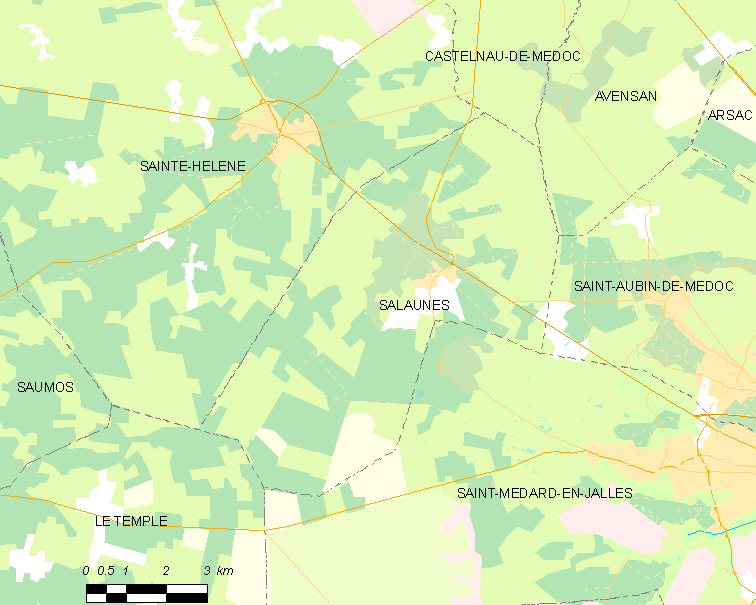
萨洛讷的OSM定位图

萨洛讷的时区为UTC+01:00、UTC+02:00（夏令时）。

## 行政
萨洛讷的邮政编码为33160，INSEE市镇编码为33494。

## 政治
萨洛讷所属的省级选区为南梅多克县。

## 人口

1962-2008年间萨洛讷人口变化图示

萨洛讷于2022年1月1日时的人口数量为1244人。